# Judaïsme orthodoxe
 (avril 2020).
Si vous disposez d'ouvrages ou d'articles de référence ou si vous connaissez des sites web de qualité traitant du thème abordé ici, merci de compléter l'article en donnant les références utiles à sa vérifiabilité et en les liant à la section « Notes et références ».
Le terme judaïsme orthodoxe recouvre les croyances et pratiques des Juifs fidèles aux interprétations et nuances halakhiques établies au cours des siècles de la loi écrite et de la loi orale, transmises à Moïse au mont Sinaï. Ils considèrent leurs conceptions religieuses et leur mode de vie comme authentiques, et les autres courants comme éloignés du vrai judaïsme, voire hérétiques. Le qualificatif d'« orthodoxe », qui leur a été donné au XIXe siècle par des Juifs réformés, est accepté, voire revendiqué, par une partie d'entre eux, alors que d'autres le rejettent totalement[réf. nécessaire]. Ceux-là préfèrent être nommés Haredi.
Les Juifs orthodoxes considèrent comme centrale la fidélité à une chaîne de transmission de la halakha qu'ils croient remonter à l'époque de Moïse, en passant par les rédacteurs du Talmud et les commentateurs ultérieurs. Est Juif orthodoxe celui qui reconnaît devoir se conduire selon le corpus de règles établies par la tradition orale et le Talmud jusqu'à aujourd'hui qu'est la Halakha. Au fur et à mesure du temps, la Halakha a été codifiée dans des codes de lois faisant autorité pour les générations futures. Exemple : le Rambam (Maïmonide) écrivit un code de Lois appelé Michné Torah, qui fut, avec les œuvres du Roch (Rabbénou Acher) et du Rif (Rabbi Itzhak Elfassi), un des piliers du Choulkhan Aroukh. Le Choulkhan Aroukh, écrit par Rabbi Yosef Caro au XVIe siècle, marque un jalon important dans l'élaboration de la halakha. En effet, après le Choulkhan Aroukh, il devient difficile d'aller à l'encontre de décisions considérées comme les synthèses ultimes en matière de halakha. Difficile ne veut pas dire impossible : il existe de nombreux cas dans lesquels de grands maîtres de la Tradition juive (Gaon de Vilna, Hafets Haim) ont tout de même tranché différemment du Choulkhan Aroukh.
Un Juif orthodoxe reconnaît cette chaîne de transmission de la halakha dans son intégralité, au contraire des libéraux (qui ne lui accordent pas d'importance majeure) et des Massorti (qui s'autorisent à remonter à des décisions du Talmud éventuellement remises ensuite en cause par la chaîne des Maîtres de la tradition orale, pour justifier une pratique plus conforme aux mœurs de l'époque contemporaine).
Le judaïsme orthodoxe met donc particulièrement l'accent sur l'adhésion à la Torah (la Loi), à la Halakha et au respect des traditions établies.
Les orthodoxes considèrent comme infondées les décisions prises par les autres courants, les conversions au judaïsme que ceux-ci réalisent et l'autorité de leurs rabbins.
Si le respect dû à la Halakha est primordial pour les orthodoxes, le monde juif orthodoxe est varié, en fonction de l'importance donnée à l'étude, à la vie communautaire, aux études profanes ou à l'importance de la terre d'Israël.
Les Hassidim, les sionistes-religieux, les Juifs orthodoxes modernes aux États-Unis ou les Haredim en Israël sont tous des Juifs orthodoxes.
Il y a des orthodoxes partout où il y a des Juifs, les populations les plus importantes se trouvant en Israël, aux États-Unis, en Belgique, en Angleterre, au Canada, en Suisse et en France.

## Origines de l'orthodoxie juive
Au XIXe siècle vivait en Allemagne une importante population juive  tenue à l'écart de la société chrétienne par les restrictions légales dues à l'intolérance religieuse. L'apparition, particulièrement avec le gouvernement de Bismarck, de réformes tendant à diminuer le pouvoir des Églises et à émanciper les Juifs, entraîna en leur sein la création d'un nouveau mouvement voulant concilier identité juive et émancipation totale du Juif au sein de la société : il s'agit du judaïsme réformé. Le judaïsme traditionnel, tel qu'il continuait d'être vécu en Pologne, en Russie ou même en Afrique du Nord a été appelé à partir de cette date judaïsme orthodoxe.
Certains accueillirent avec joie la possibilité de faire partie en tant que Juifs de la société et préconisèrent des modes de vie proches de ceux des non-juifs, tout en pratiquant leur religion en privé, idéal exprimé par Yehuda Leib Gordon (en) : « être Juif chez soi et mentsch (être humain) dans le monde ». Certains adoptèrent également des attitudes théologiques divergentes de celles des communautés traditionnelles : conception de la halakha comme intrinsèquement dynamique, susceptible de nouvelles interprétations répondant aux nouveaux contextes socioculturels dans le Mouvement Massorti, ou même opinion que la loi juive n'était pas automatiquement contraignante et que seuls les Mitzvot (commandements) moraux étaient obligatoires, et non les rituels comme dans le mouvement réformé).
D'autres, au contraire, considérant que l'émancipation devait être gérée avec la plus grande prudence afin de ne pas perdre la substantifique moëlle de leur religion, réagirent en appelant leurs coreligionnaires à conserver leurs conceptions religieuses et à ne pas céder aux sirènes de la modernité. Le leader de cette position fut le rabbin Samson Raphael Hirsch qui préconisait le respect des Mitzvot (commandements), l'étude de la Torah et du Talmud, associés à l'étude de l'histoire et de la philosophie moderne et un degré limité de relations avec le monde extérieur. Ce courant, dit néo-orthodoxe ou de l'École de Francfort engendra ce qu'on appelle souvent aujourd'hui « l'orthodoxie  moderne ». Ce courant participa à la création du parti « Agoudat Israel », avant de s'en éloigner entre les deux guerres mondiales. Il s'est depuis assez largement rallié au sionisme.
En dehors même de l'Allemagne, ce débat entre tradition religieuse juive et modernité eut lieu également avec quelques différences. Ainsi, l'intégration dans les sociétés de la zone de résidence, aux confins de la Pologne et de la Russie,  était difficile : l'aversion anti-juive y était puissante. Les intégrationnistes décidèrent donc de participer à changer ces sociétés en s'engageant dans les oppositions politiques locales (en particulier de gauche). Ceux qui souhaitaient la modernisation de la société juive et qui ne croyaient pas à l'assimilation choisirent le nationalisme juif à travers le Bund[réf. nécessaire] ou le sionisme. Ces deux attitudes, intégrationniste et nationaliste, allaient en général de pair avec un rejet de tout ou partie des coutumes et des pratiques religieuses traditionnelles. Les traditionalistes (orthodoxes) considéraient que ce rejet était une révolte contre Dieu.
Le judaïsme traditionnel, appelé orthodoxe dans le monde ashkénaze, déjà morcelé au XIXe siècle, a continué d'évoluer avec certaines différences régionales. Il s'est fragmenté en deux grands ensembles (eux-mêmes composites).
- Ceux qui refusent toute intégration aux sociétés laïques (même juive en Israël) sont appelés les Haredim.
- Ceux qui l'acceptent, tout en restant partisans d'une stricte application des lois juives, sont simplement appelés les Orthodoxes.

Eux-mêmes ne sont pas homogènes :
- - avec l'apparition un peu partout d'un sionisme religieux orthodoxe (Mizrahi) ;
  - aux États-Unis s'est développé un courant dit orthodoxe moderne dont l'idéal est de vivre à l'aise dans le monde moderne sans rien sacrifier de l'observance de la halakha ;
  - d’une façon moins structurée, beaucoup de Juifs tiennent à rester strictement pratiquants dans de nombreuses communautés juives, sans se couper du monde moderne.

## Les ultra-orthodoxes, ou Haredim
Parmi l'orthodoxie religieuse juive se sont progressivement distinguées deux branches : les orthodoxes et les ultra-orthodoxes.
Les sociologues israéliens font souvent une distinction entre les Juifs laïques (peu intéressés par la religion et pas forcément anti-religieux), les traditionalistes (pratique religieuse partielle), les orthodoxes (pratique religieuse stricte, avec immersion dans le monde moderne) et les ultra-orthodoxes, ou Haredim, ou craignant-dieu (pratique religieuse stricte, large refus de la modernité, volonté de séparatisme social fort : vêtements spécifiques, quartiers spécifiques, institutions religieuses spécifiques).
Les Haredim ne se définissent pas eux-mêmes comme des ultra-orthodoxes, mais comme des juifs Haredim (« les trembleurs », au sens de « ceux qui tremblent devant Dieu », ou « les Craignants-Dieu »). Les orthodoxes et les Haredim ne diffèrent pas d'un point de vue théologique, mais dans leur mode de vie et leurs orientations politiques. Vers le début du XXe siècle, la distinction entre juifs orthodoxes « modernes » (vivant dans le monde moderne) et juifs ultra-orthodoxes « Haredim » (refusant de s'y mêler) s'est progressivement affirmée. L'idéal des Haredim, proches des premiers orthodoxes, reste une vie juive centrée sur les rabbins, refusant beaucoup d'aspects du monde moderne (la télévision est particulièrement rejetée), regroupée dans des quartiers séparés, tant des non-juifs que des autres juifs. Physiquement, leurs vêtements (les « hommes en noir » ou les « chapeaux noirs ») les font remarquer facilement.
Ce n'est pas véritablement le modernisme qui est rejeté par les haredim plutôt et principalement les modes passagères. La population Haredi est très consommatrice d'outils pratiques et aidant leur pratique religieuse (téléphones portables, lecteurs MP3).
La télévision est rejetée, pour la même raison qu'elle l'est par certaines familles non orthodoxes ou même non juives : davantage à cause de ses programmes que par le fait qu'elle soit un outil nouveau et moderne. Comparés aux autres orthodoxes, les Haredim ont donc pour spécificités :
- le séparatisme social (écoles spécifiques, magasins spécifiques), géographique (quartiers séparés, parfois physiquement fermés pendant le Shabbat) et vestimentaire, même vis-à-vis des autres juifs ;
- une religiosité extrêmement poussée. En Israël, les financements d'État des yeshivot et, principalement, l'aide financière provenant de donateurs privés permettent à une forte proportion de Haredim (chez les hommes) d'étudier le Talmud toute leur vie, sans travail salarié. Ces allocations arrivent très rarement à dépasser les 500 dollars par mois. Dans ces cas là, la femme apporte souvent son aide en travaillant elle-même. De plus, les dépenses de ces foyers sont plus que limitées par leur mode de vie malgré leur grand nombre d'enfants ;
- un rapport allant d'une hostilité viscérale (très minoritaire) à une vision positive (également minoritaire), en passant par une neutralité intéressée et critique (majoritaire) vis-à-vis du sionisme. Ce qui en fait une exception dans le paysage politique juif.

Parmi les Haredim, se trouvent plusieurs groupes ou courants Mitnagdim, Hassidim, Sefardim, Mizrahim par exemple. 
Acceptation ou plutôt adaptation à la modernité : certains Haredim s'expriment (essentiellement en Israël) via des partis politiques :
- Shass pour les Sépharades.
- Yahadut Hatorah pour les Ashkénazes.

## Aspects spécifiques des différents orthodoxes
La non-homogénéité de l'ensemble orthodoxe admet énormément de variations entre groupes ou individus. Ce qui suit est seulement un aperçu des principales divergences théologiques avec les non-orthodoxes et des modes de vie souvent, mais pas toujours, associés à ce choix religieux.

### Théologie
- La Torah et la loi orale du Talmud sont indissociables et divines, directement dictées par Dieu, au mont Sinaï, à Moïse qui les a transcrites ; elles ne peuvent être changées pour convenir aux circonstances.
- Dieu a fait avec les enfants d'Israël une alliance exclusive qui leur impose l'observance de la Torah et de la loi orale qui l'accompagne ; il est donc nécessaire d'observer la halakha telle qu'elle est exprimée dans le Choulhan Aroukh car elle est l'expression de la volonté divine. Les Séfarades se basent directement sur le Choulhan Aroukh ; les Ashkénazes utilisent son commentaire, le Ramah, écrit par Rabbi Moses Isserles et le plus récent Mishnah Berurah (commentaire du Orah Hayim) composé avant la Seconde Guerre mondiale par Rabbi Meir Hacohen (Kagan) le Hafetz Haïm, l'un des mouvements hassidiques (HaBaD Loubavith) dispose également de son propre Choulhan-aroukh écrit par le Admour hazaken bien connue sous le nom de Baal Ha-tanya (Auteur du Tanya).
- L'interprétation des phénomènes du monde présent et l'attitude à adopter vis-à-vis de ce monde doivent être définies par les rabbins chefs de la communauté et les posqim, spécialistes en législation talmudique et littérature rabbinique. Tout croyant doit se plier à leur interprétation.
- L'étude du Talmud est une Mitsva (commandement) pour les hommes. Les yeshivot (écoles talmudiques) sont donc une structure indissociable de la vie orthodoxe. L'étude critique du Talmud est parfois admise (orthodoxes modernes). La conception conservatrice de la loi juive n'encourage pas l'élaboration de nouvelles législations.

### Modes de vie
Il y règne une certaine diversité. Certaines communautés vivent dans un isolement extrême où télévision, Internet, journaux et livres extérieurs sont interdits. Les enfants et les jeunes sont maintenus dans le circuit de l'enseignement religieux, alors que d'autres vivent dans le monde. Les relations aux nouvelles technologies vont de la méfiance à l'acceptation aisée encadrée si besoin par des règles halachiques adaptées.
Les orthodoxes estiment tous que leur conception de la religion juive est la seule correcte et déclarent que les mouvements réformé et Massorti ne respectent pas le judaïsme. Les attitudes varient de l'évitement total à la fréquentation. Chabad et d'autres institutions de rapprochement kirouv (par exemple, Aish Hatorah) organisent des évènements ou structures accueillant les non-religieux dans un but de les rapprocher du judaïsme (célébrations communes de shabbat, jardins d'enfants, etc.), tout en respectant à 100 % les règles de la halakha.
Les codes vestimentaires imposent pour les deux sexes que bras et jambes soient recouverts ainsi que le port d'un couvre-chef (appelé yarmulke ou kippa chez les hommes). Cependant, la forme exacte de ces vêtements et accessoires varie selon les communautés ou les traditions. Les hommes hassidim portent ainsi parfois une redingote à l'ancienne (bekeshes) et un chapeau typique bordé de fourrure (shtreimel) pour le Shabbat et jours de fête. Les femmes orthodoxes mariées peuvent porter un chapeau, un foulard ou une perruque (sheitel), à l'origine choix des dames ashkénazes qui considéraient le foulard trop paysan. Les hommes portent une barbe et adoptent parfois une coiffure spéciale qui encadre le visage de deux grandes mèches spiralées (payos ou péot), le reste des cheveux étant entièrement rasé, ou bien coupé très court (selon les communautés), afin de respecter scrupuleusement la loi de la Torah qui interdit de raser les coins de la tête.
Pendant les services, hommes et femmes sont séparés par une cloison (mekhitsa). Sur le plan de la vie religieuse, les orthodoxes ne suivent pas le mouvement d'égalitarisme car ils le considèrent contraire à la loi juive, alors que d'autres courants ont changé suivant l'époque permettant aux femmes d'accéder aux cérémonies et activités traditionnellement réservées aux hommes : Bat Mitsvah publique à la synagogue, lectures de la Torah pendant le culte, participation aux groupes de prière (minian), femme rabbin. Les femmes dans les communautés orthodoxes ont encore beaucoup d'interdits à surmonter afin d'étudier certains textes sacrés, y compris le Talmud. Néanmoins, on constate chez une partie des femmes orthodoxes une tendance croissante à s'investir dans des études religieuses. De plus en plus d'organismes proposent des cours destinés aux femmes. Le précurseur en la matière fut le Bais Yaakov fondé en 1917, par Sarah Schenirer. En Israël, des femmes haredis se lancent dans la Halakha (apprentissage de la loi). Des bat mitsvot sont organisées entre femmes, en dehors de la synagogue. En ayant accès à la connaissance des textes judaïques, plusieurs femmes orthodoxes ont commencé à interroger l'interprétation de ces textes concernant leur statut, ce qui fait changer les choses de l'intérieur. Ainsi, de plus en plus de Juives orthodoxes participent à la pratique des rituels religieux, même si elles ont encore beaucoup de difficultés à accéder à la direction des instances. Par exemple, il est exclu chez les orthodoxes que des femmes puissent devenir rabbins. Récemment, le rabbin orthodoxe new-yorkais Avi Weiss a ordonné rabbin Sarah Hurwitz. C'est la première femme à avoir été nommée rabbin officiellement à la tête d'une instance orthodoxe en Amérique du Nord. Le rabbin Weiss a essuyé les foudres de l'ensemble du Judaïsme orthodoxe. 

#### Mariage et divorce
Les mariages se font souvent sur présentation (shiddou'h) et dans certains milieux la généalogie des époux est prise en compte. Néanmoins, certains s'organisent eux-mêmes pour trouver l'âme sœur et les célibataires orthodoxes modernes du quartier Upper West Side à New York seraient à l'origine du concept de speed dating. Dans les communautés traditionnelles, les familles très nombreuses sont courantes. Parfois les hommes se consacrent essentiellement à l'étude du Talmud et de la Torah (par exemple dans les Kollel qui reçoivent spécifiquement les hommes mariés), tandis que leurs femmes choisissent de sortir travailler.
De nombreuses femmes orthodoxes mènent des revendications en vue de faire changer la pratique concernant le divorce. Selon les orthodoxes, la demande de dissolution du mariage revient au conjoint masculin. Les femmes divorcées civilement ne peuvent pas se remarier religieusement tant que leur ancien époux ne leur a pas donné le guett, un acte écrit dans lequel l'homme divorce de sa femme. En l'absence de guett, les époux divorcés civilement sont toujours considérés comme mariés selon la tradition juive, même si les deux conjoints ne vivent plus ensemble. Dans ce cas, la femme ne pourra pas se remarier religieusement. Qui plus est, si elle demeure avec un autre homme (juif ou non), elle pourra être accusée d'adultère et les enfants nés de cette union seront considérés comme des illégitimes. En raison de l'importance que revêt le guett pour la femme, des hommes l'utilisent pour faire du chantage. Afin de remédier à cette situation, ces femmes souhaitent que la pratique de signer une entente prénuptiale établissant que l'épouse pourra obtenir le guett si les circonstances l'exigent, déjà adoptée par bon nombre de couples, soit généralisée.